# Espen : Le Gardien de la prophétie
Série
Espen 2
(2019)
Pour plus de détails, voir Fiche technique et Distribution.
Espen : Le Gardien de la prophétie (Askeladden - I Dovregubbens hall) est un film norvégien réalisé par Mikkel Brænne Sandemose, sortit en 2017. Le film est basé sur les Contes populaires norvégiens.

## Distribution
- Vebjørn Enger : Espen
- Mads Sjøgård Pettersen : Pierre
- Elias Holmen Sørensen : Paul
- Eili Harboe : Princesse Kristin
- Allan Hyde : Prince Fredrik
- Thorbjørn Harr : Le Père
- Gard B. Eidsvold : Le roi Erik
- Synnøve Macody Lund : La reine
- Gisken Armand : Vieille dame
- Ida Ursin-Holm : Nymphe de la fôret
- Robert Skjærstad : Christian
- Arthur Berning : Gunnar
- Antonio de la Cruz : Petit-Jean
- Rune Hagerup : Messager

## Autour du film

### Suite
En 2019, une suite au film, Espen 2 est sortie en Norvège avec les mêmes acteurs principaux.